# ドリュー・ブレッドソー
ドリュー・マックィーン・ブレッドソー（Drew McQueen Bledsoe, 1972年2月14日 - ）は、アメリカ合衆国ワシントン州エレンズバーグ出身のアメリカンフットボールの元選手。クォーターバックとして、NFLのニューイングランド・ペイトリオッツ等の3チームで14年間プレーした。1993年シーズンから2001年シーズンまでの9年間、ペイトリオッツの中心選手として活躍した。
ブレッドソーは、低迷期にあったペイトリオッツに1993年のNFLドラフト全体1位で指名され、入団した。ブレッドソーが入団する前のペイトリオッツは6シーズン連続でプレーオフ進出を逃していたが、ブレッドソーが先発QBに起用されると2年目の1994年シーズンには、7年ぶりにチームをプレーオフに導き、4年目の1996年シーズンにはAFCチャンピオンとなり、第31回スーパーボウルに出場した。
1999年・2000年と2年連続でプレーオフ進出を逃して迎えた2001年シーズン、第2週のニューヨーク・ジェッツ戦で強烈なタックルを受けたブレッドソーは大怪我を負い、長期離脱をすることとなった。この試合で途中出場した控えQB・トム・ブレイディがブレッドソーに代わり、次の試合から先発QBに昇格した。先発QBの座を得たブレイディは、チームを11勝5敗の第2シードでプレーオフに進出させる大活躍をして、スーパーボウル初制覇（第36回）も果たした。スーパーボウル制覇により、ブレイディがペイトリオッツの先発QBの座を不動のものにしたことから、ブレッドソーはバッファロー・ビルズに移籍した。バッファロー・ビルズで3シーズンプレーした後、ダラス・カウボーイズでも2シーズンプレーして、引退した。
ブレッドソーは、ブレイディの活躍によりチームを去ることになったが、経験の浅いブレイディへの支援を惜しまず、ブレイディが活躍し始めると、ブレイディ中心のチームへと再構築することに協力したことが知られている。また、怪我でブレイディが欠場したAFCチャンピオンシップに出場して勝利し、プレーでもチームのスーパーボウル初制覇の一翼を担った。
ペイトリオッツに対する功績が認められ、2011年にペイトリオッツのチーム殿堂入りした。

## 成績
| 凡例   | 凡例               |
| ------ | ------------------ |
|        | リーグトップ       |
|        | スーパーボウル制覇 |
| 太文字 | 自己最高           |

### レギュラーシーズン
| 年   | チーム         | 試合 | 試合 | パス  | パス  | パス | パス   | パス | パス | パス | ラン | ラン | ラン | ラン |
| 年   | チーム         | 出場 | 先発 | 試投  | 成功  | 率   | Yds    | TD   | Int  | Rate | 試   | Yds  | 平均 | TD   |
| ---- | -------------- | ---- | ---- | ----- | ----- | ---- | ------ | ---- | ---- | ---- | ---- | ---- | ---- | ---- |
| 1993 | ペイトリオッツ | 13   | 12   | 429   | 214   | 49.9 | 2,494  | 15   | 15   | 65.0 | 32   | 82   | 2.6  | 0    |
| 1994 | ペイトリオッツ | 16   | 16   | 691   | 400   | 57.9 | 4,555  | 25   | 27   | 73.6 | 44   | 40   | 0.9  | 0    |
| 1995 | ペイトリオッツ | 15   | 15   | 636   | 323   | 50.8 | 3,507  | 13   | 16   | 63.7 | 20   | 28   | 1.4  | 0    |
| 1996 | ペイトリオッツ | 16   | 16   | 623   | 373   | 59.9 | 4,086  | 27   | 15   | 83.7 | 24   | 27   | 1.1  | 0    |
| 1997 | ペイトリオッツ | 16   | 16   | 522   | 314   | 60.2 | 3,706  | 28   | 15   | 87.7 | 28   | 55   | 2.0  | 0    |
| 1998 | ペイトリオッツ | 14   | 14   | 481   | 263   | 54.7 | 3,633  | 20   | 14   | 80.9 | 28   | 44   | 1.6  | 0    |
| 1999 | ペイトリオッツ | 16   | 16   | 539   | 305   | 56.6 | 3,985  | 19   | 21   | 75.6 | 42   | 101  | 2.4  | 0    |
| 2000 | ペイトリオッツ | 16   | 16   | 531   | 312   | 58.8 | 3,291  | 17   | 13   | 77.3 | 47   | 158  | 3.4  | 2    |
| 2001 | ペイトリオッツ | 2    | 2    | 66    | 40    | 60.6 | 400    | 2    | 2    | 75.3 | 5    | 18   | 3.4  | 0    |
| 2002 | ビルズ         | 16   | 16   | 610   | 375   | 61.5 | 4,359  | 24   | 15   | 86.0 | 27   | 67   | 2.5  | 2    |
| 2003 | ビルズ         | 16   | 16   | 471   | 274   | 58.2 | 2,860  | 11   | 12   | 73.0 | 24   | 29   | 1.2  | 2    |
| 2004 | ビルズ         | 16   | 16   | 450   | 256   | 56.9 | 2,932  | 20   | 16   | 76.6 | 22   | 37   | 1.7  | 0    |
| 2005 | カウボーイズ   | 16   | 16   | 499   | 300   | 60.1 | 3,639  | 23   | 17   | 83.7 | 34   | 50   | 1.5  | 2    |
| 2006 | カウボーイズ   | 6    | 6    | 170   | 90    | 53.3 | 1,164  | 7    | 8    | 69.2 | 8    | 28   | 3.5  | 2    |
| 通算 | 通算           | 194  | 193  | 6,717 | 3,839 | 57.2 | 44,611 | 251  | 206  | 77.2 | 385  | 764  | 2.0  | 10   |